# Matelea humboldtiana
Matelea humboldtiana là một loài thực vật có hoa trong họ La bố ma. Loài này được Spellman & Morillo mô tả khoa học đầu tiên năm 1976.